# Dragutin Aleksić
Dragutin Aleksić (en serbe cyrillique : Драгутин Алексић ; né en 1947 à Sladaja - mort en 2011 à Sladaja) était un sculpteur serbe, considéré comme l'un des plus importants de son temps en Serbie.

## Présentation
Dragutin Aleksić a vécu et travaillé dans son village natal de Sladaja, près de Despotovac, dans l'est de la Serbie. Actif depuis 1968, il a réalisé de nombreuses sculptures en bois, souvent de forme allongée, évoquant les paysans, les montagnards ou les mineurs ; son travail relève de l'art brut et l'art naïf.
Nombre de ses œuvres sont conservées au Musée d'art naïf et marginal de Jagodina.